# Nagy észt felkelés
A nagy észt felkelés az észtek legjelentősebb lázadása volt a rajtuk uralkodó dánok ellen 1343 és 1345 között. Ennek a lezajlása alatt ment végbe a revali Szent György-napi felkelés (1345), amit a Dán király csak a Német Lovagrend segítségével tudott leverni.

## Előzmények
II. (Győztes) Valdemár dán uralkodó több pogány területre vezetett keresztes hadjáratot: 1209-ben az Ösel-szigetre, 1210-ben Poroszországba és 1219-ben Észtországra. Az észtek időnyerés céljából tárgyalásba bocsátkoztak vele, eközben az általuk segítségül hívott oroszokkal a dánokat megtámadták és legyőzték.
A dán király rövidesen segítséget kapott délről, a Kardtestvérek rendjétől és sikerült felülkerekednie a hatalmas orosz–észt seregen a revali csatában (1219). Így került sor Reval – a mai Tallinn
  –  megalapítására. 
1222-ben a Dán király megegyezett a németekkel Livónia felosztásáról.
A Hanza-szövetséghez való tartozás és a remek mezőgazdasági adottságok hatékony kiaknázása hatalmas gazdasági és jóléti fellendülést eredményezett: virágzott az ipar, a kereskedelem, a mezőgazdaság. Miután azonban a Dán Királyság többször is katonai vereséget szenvedett, stagnálás és hanyatlás jelei mutatkoztak mind gazdasági, mind katonai tekintetben.
Az egyre telhetetlenebb dán–német uralkodó elit újabbnál újabb adókkal akart még nagyobb jövedelemhez jutni és lefölözni a parasztság és a polgárság vagyoni gyarapodását. A dánok baltikumi uralmát pedig már régóta veszélyeztették északról régi ellenségeik, a svédek, keletről pedig az orosz és a tatár támadások.

## Kirobban a felkelés
1343-ban egy harjumaa-i (harrien)-i észt földműves vezetésével parasztfelkelés robbant ki, ami előbb Ösellre, majd egész Dán Észtországra átterjedt. A felkelők a nemességen torolták meg sérelmeiket, több mint 1800 előkelőt gyilkoltak meg.
Miután IV. Valdemár nem boldogult a felkeléssel, segítségül hívta a Német Lovagrendet. Erre sarkallta az is, hogy a revali polgárok is csatlakoztak a lázadókhoz (1345). A felkelők a finnországi svéd erőktől kértek támogatást, de ez a segítség már nem érkezhetett meg. A lovagok tárgyalásra hívták a felkelő vezéreket, akiket aztán orvul megöltek. Rövidesen a felkelést is vérbe fojtották és kemény megtorlások következtek.

## Következmények
Egy évvel később, 1346-ban a belső és külső ellenségekkel való csatározásokba beletört dánok eladták a rendnek Észt tartományukat, amit eddig másfél-száz esztendőn át politikai katonai bázisukká akartak kiépíteni.